# Residenz-Theater (Düsseldorf)
Der Kinosaal des 1913 erbauten Residenz-Theaters an der Graf-Adolf-Straße 20 im Düsseldorfer Stadtteil Stadtmitte wurde im Jahre 1925 von Wilhelm Kreis und Ernst Huhn gestaltet.

## Beschreibung

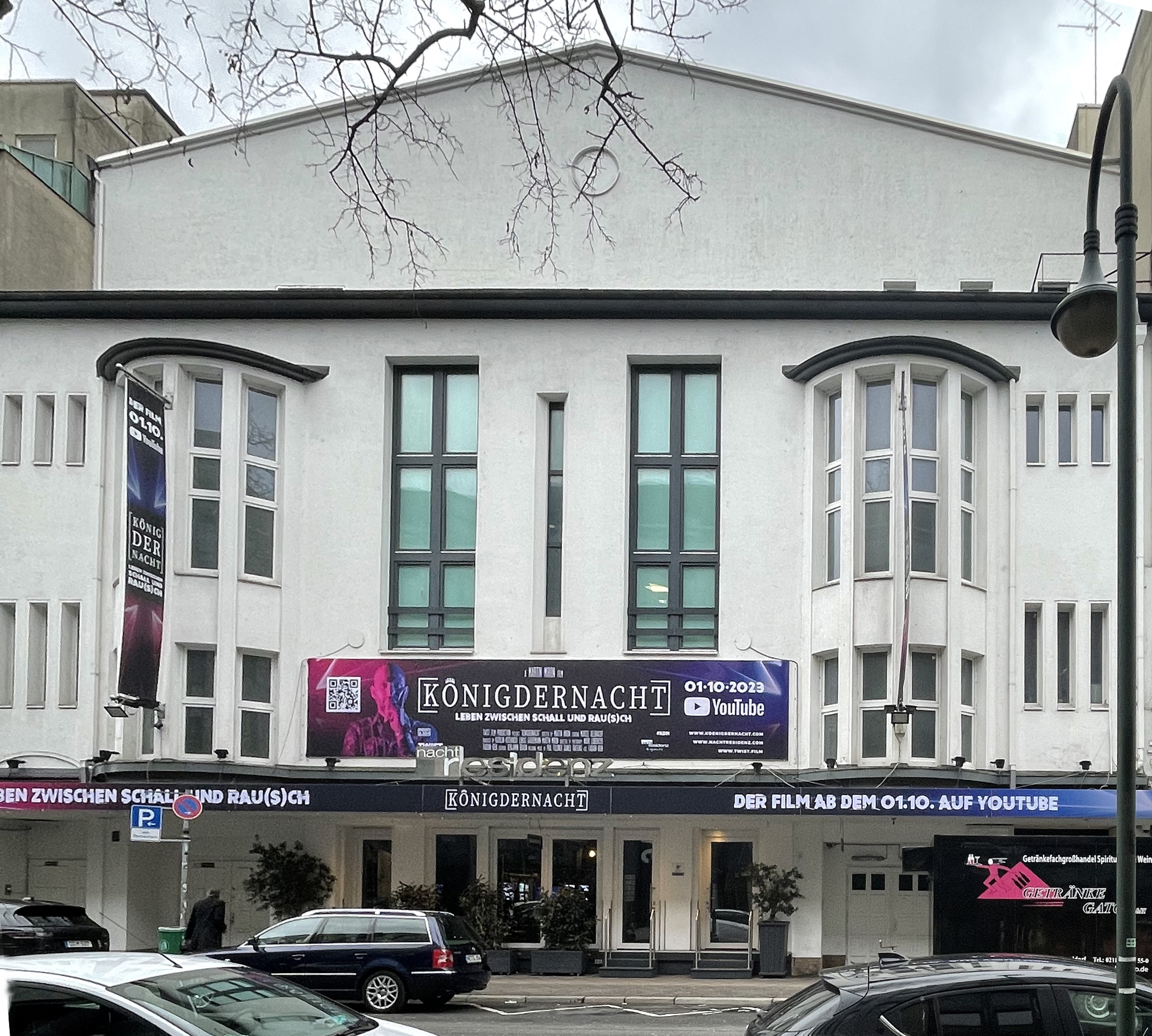
Rückseite des Residenz-Theaters. Heute Zugang zur Nachtresidenz Bahnstraße 13–15 (2024)

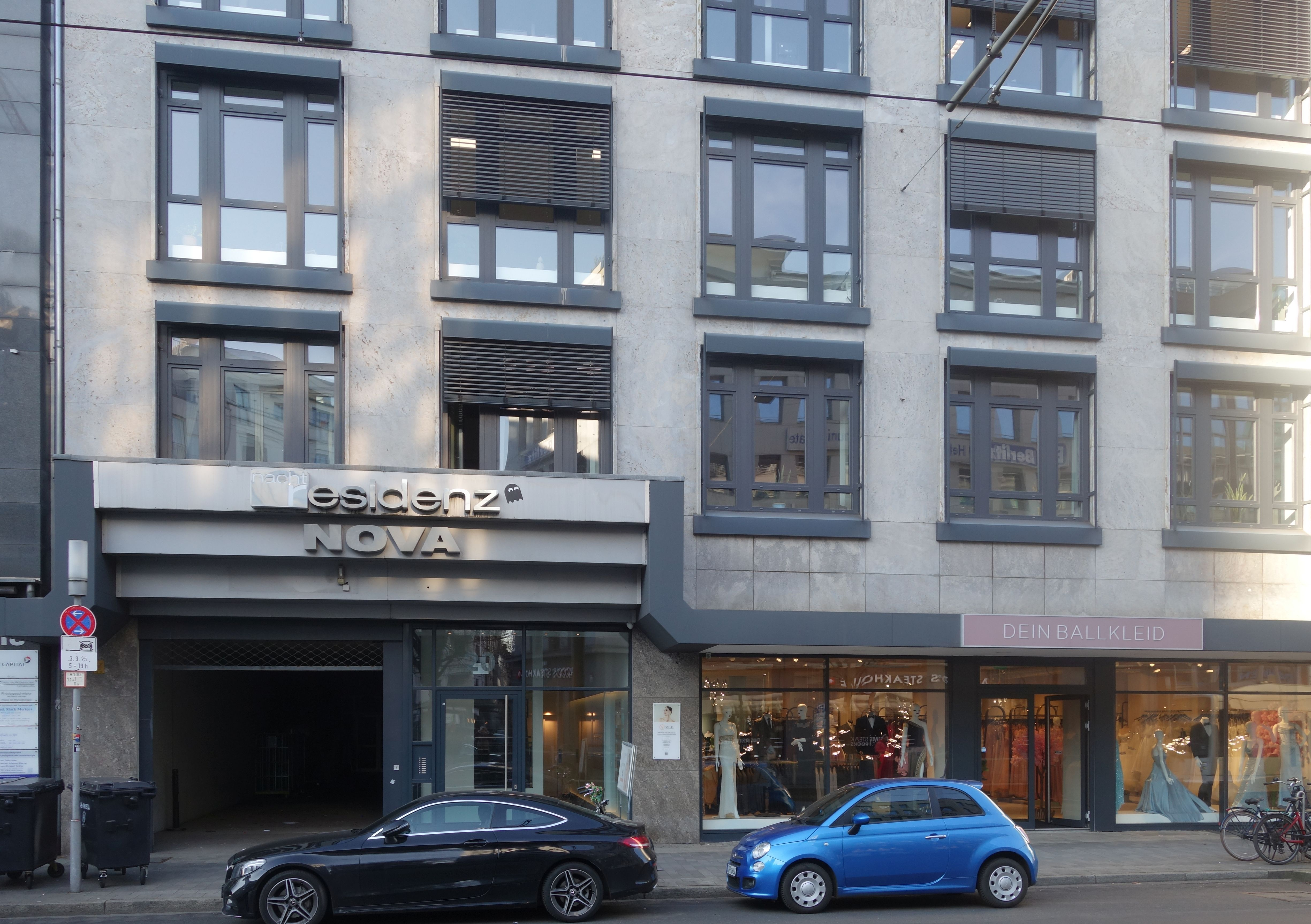
Ehemalige Vorderseite des Residenz-Kinos (2025)

Der Zuschauerraum des 1912–1913 errichteten Kinos „Residenz-Theater“ wurde 1925 zeitgemäß umgestaltet. Der Kinosaal mit 267 Sitzplätzen
hat den Grundriss eines Oktogons. Die Plätze sind auf zwei Ebenen verteilt. An der hinteren Abschlusswand des Parketts befinden sich eine Reihe von Logen. Im Rang des zweiten Stocks erheben sich die Balkone kreisförmig über den unteren Zuschauerraum. Die Leinwand ist aufwändig gerahmt. Sie wird von einer großen Kalotte in Form einer Muschel überfangen. Die Balkonbrüstungen sind mit einem geometrischen Muster dekoriert. Der Kinosaal des Residenz-Theaters bildet eines der wenigen erhaltenen Beispiele für Kinoarchitektur der 1920er Jahre.
Der Residenz-Kinosaal wurde inzwischen zu einem Klub und Veranstaltungssaal umgebaut und im Jahr 2000 neu eröffnet. Die Anschrift lautet heute „Nacht-Residenz, Bahnstraße Nr. 13–15“.